# Gayby Baby
Gayby Baby je australský celovečerní dokumentární film režisérky Mayi Newellové z roku 2015. Pojednává o fenoménu zvaném gayby-boom, tedy o rostoucím počtu dětí vychovávaných stejnopohlavními páry. Dívá se na věc z pohledu čtyř jedenácti- či dvanáctiletých dětí – Grahama, Ebony, Guse a Matta – a jejich rodin. 
Režisérka Maya Newellová sama vyrůstala s dvěma matkami – Liz Newellovou a Donnou Rossovou. Její dokument vznikal pět let. V roce 2012 tvůrci odstartovali crowdfunding, jehož prostřednictvím získali 100 tisíc dolarů.
Festivalovou premiéru si odbyl na festivalu Hot Docs v kanadském Torontu koncem dubna 2015. V červenci byl uveden na Melbourneském mezinárodním filmovém festivalu a počátkem listopadu 2015 také na newyorském festivalu Doc NYC. Společnost Supergravity Pictures jej pak uvedla v omezeném rozsahu a digitálním formátu do amerických, britských a irských kin od 1. dubna 2016. V Česku byl zařazen do sekce Panorama festivalu Jeden svět 2016.

## Ocenění
Film vyhrál Cenu Asociace australských filmových kritiků pro nejlepší dokument, jen těsně nedosáhl na ocenění pro nejlepší dokument na filmovém festivalu v Sydney a obdržel nominaci na Cenu AACTA 2016 Australského filmového institutu pro nejlepší celovečerní dokument.